# Căianu
Căianu es una comuna de Rumania, en el distrito de Cluj. Su población en el censo de 2002 era de 2.573 habitantes.
- Datos: Q16426161

1. ↑  Worldpostalcodes.org,código postal n.º 407120.